# فيرونيكا لوزانو
فيرونيكا لوزانو (بالإسبانية: Verónica Losano)‏ هي صحفية وممثلة أرجنتينية، ولدت في 30 مايو 1970 في باهيا بلانكا في الأرجنتين.

## وصلات خارجية
- فيرونيكا لوزانو على موقع IMDb (الإنجليزية)
- فيرونيكا لوزانو على موقع قاعدة بيانات الفيلم (الإنجليزية)